# Pålsundsbron

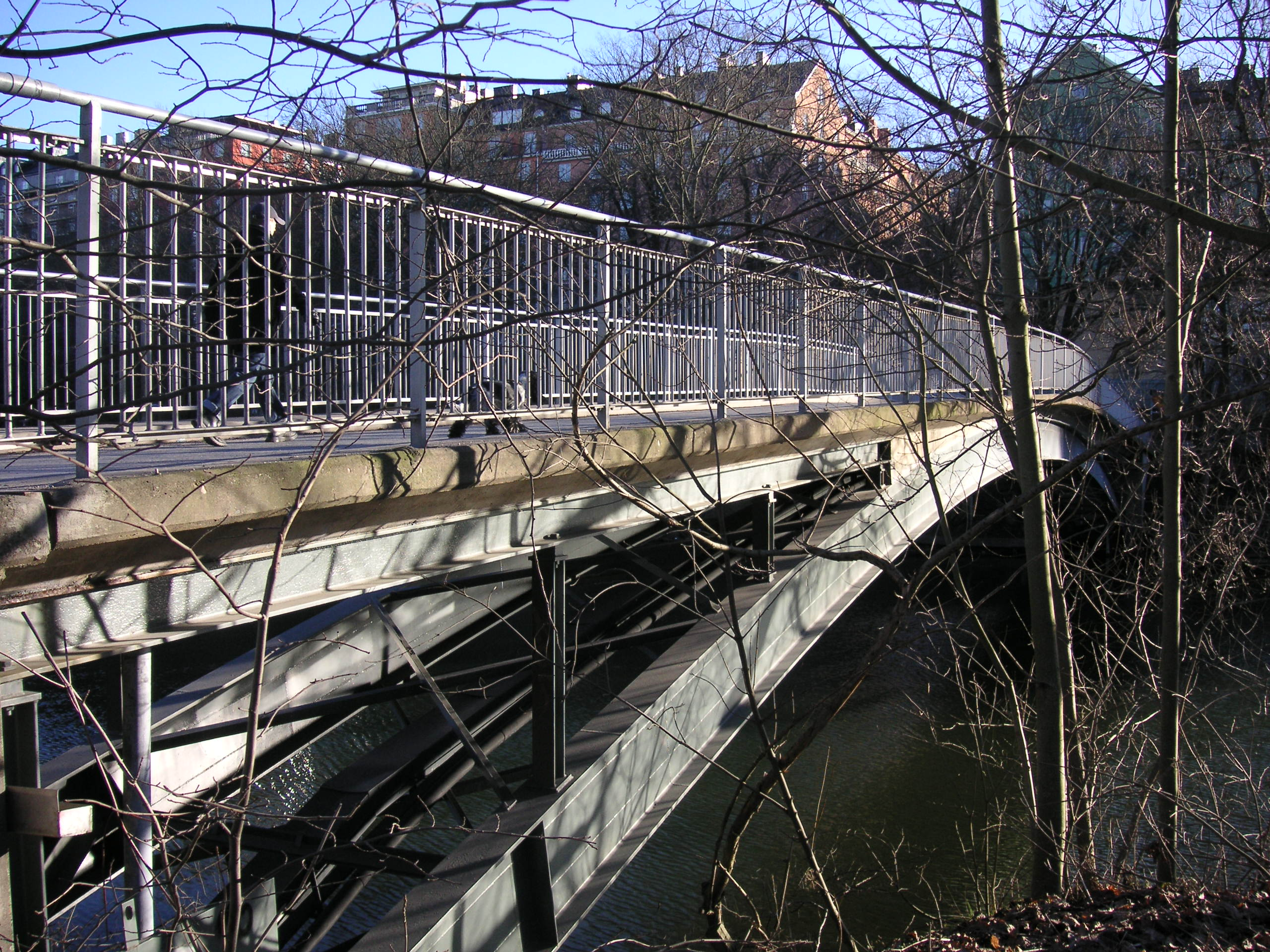
Pålsundsbron från Långholmen år 2008.

Pålsundsbron  är en bro i Stockholm som förbinder ön Långholmen med Södermalm. Bron är 52,5 meter lång och 4,5 meter bred.
Pålsundsbron spänner över Pålsundet och var den andra bron över till Långholmen efter Långholmsbron. Den ursprungliga Pålsundsbron var en träkonstruktion från 1907. Den mellersta delen var konstruerad som en handdriven klaffbro. Den nuvarande bron är en bågbro av stål som byggdes 1947, något längre västerut än dess föregångare. Dess bärande delar är de stålbågar som användes vid gjutningen av Kungsbron år 1942. Det officiella namnet är sedan 1948 “Pålsundsbron”, men namnen “Varvsbron” eller “Mälarvarvsbron” har förekommit i trakten.